# Thorame-Basse

Thoard este o comună în departamentul Alpes-de-Haute-Provence din sud-estul Franței. În 1 ianuarie 2022 avea o populație de 208 de locuitori.